# Ahenor Artymowycz
Ahenor Artymowycz ukr. Агенор Артимович (ur. 30 sierpnia 1879 we wsi Wełykyj Kuczuriw – zm. 21 października 1935 w Pradze) – ukraiński językoznawca, filolog klasyczny, członek rządu Zachodnioukraińskiej Republiki Ludowej.
Docent uniwersytetu w Czerniowcach, następnie sekretarz oświaty rządu ZURL. Po upadku państwa ukraińskiego wyemigrował, był profesorem Wolnego Uniwersytetu Ukraińskiego oraz Ukraińskiego Wyższego Instytutu Pedagogicznego im. Mychajła Drahomanowa.
Członek rzeczywisty Towarzystwa Naukowego im. Szewczenki.